# Wolfgantzen
Wolfgantzen est une commune française située dans la circonscription administrative du Haut-Rhin et, depuis le 1er janvier 2021, dans le territoire de la Collectivité européenne d'Alsace, en région Grand Est.
Cette commune se trouve dans la région historique et culturelle d'Alsace.

## Géographie

### Localisation
La commune est à 2,8 km de Neuf-Brisach, 4 de Weckolsheim, 4,9 de Appenwihr, 5,7 de Biesheim et 15,5 km de Colmar.
Le territoire de la commune est limitrophe de ceux de 8 communes :
| Sundhoffen   | Widensolen  | Biesheim     |
| Appenwihr    | Wolfgantzen | Volgelsheim  |
| Hettenschlag | Weckolsheim | Neuf-Brisach |

### Géologie et relief
La commune se compose de 59,67 hectares de territoires artificialisés (6,37 %), 560,49 hectares de territoires agricoles (59,82 %) et 317,03 hectares de forêts et milieux semi-naturels (33,83 %).

### Hydrographie et les eaux souterraines
- Hydrogéologie et climatologie : Système d’information pour la gestion des eaux souterraines du bassin Rhin-Meuse :

Territoire communal : Occupation du sol (Corinne Land Cover); Cours d'eau (BD Carthage),
Géologie : Carte géologique; Coupes géologiques et techniques,
 Hydrogéologie : Masses d'eau souterraine; BD Lisa; Cartes piézométriques.
- Rapport 06/03/2023 : Synthèse des principales informations relatives aux eaux souterraines pour la commune, par le BRGM.

Le ban communal : Extrait de la première matrice cadastrale établie en 1819.

#### Réseau hydrographique
La commune est drainée par la rigole de Widensohlen,.
La rigole de Widensohlen, d'une longueur de 17 km, prend sa source dans la commune de Neuf-Brisach et se jette  dans la Blind à Jebsheim, après avoir traversé sept communes.

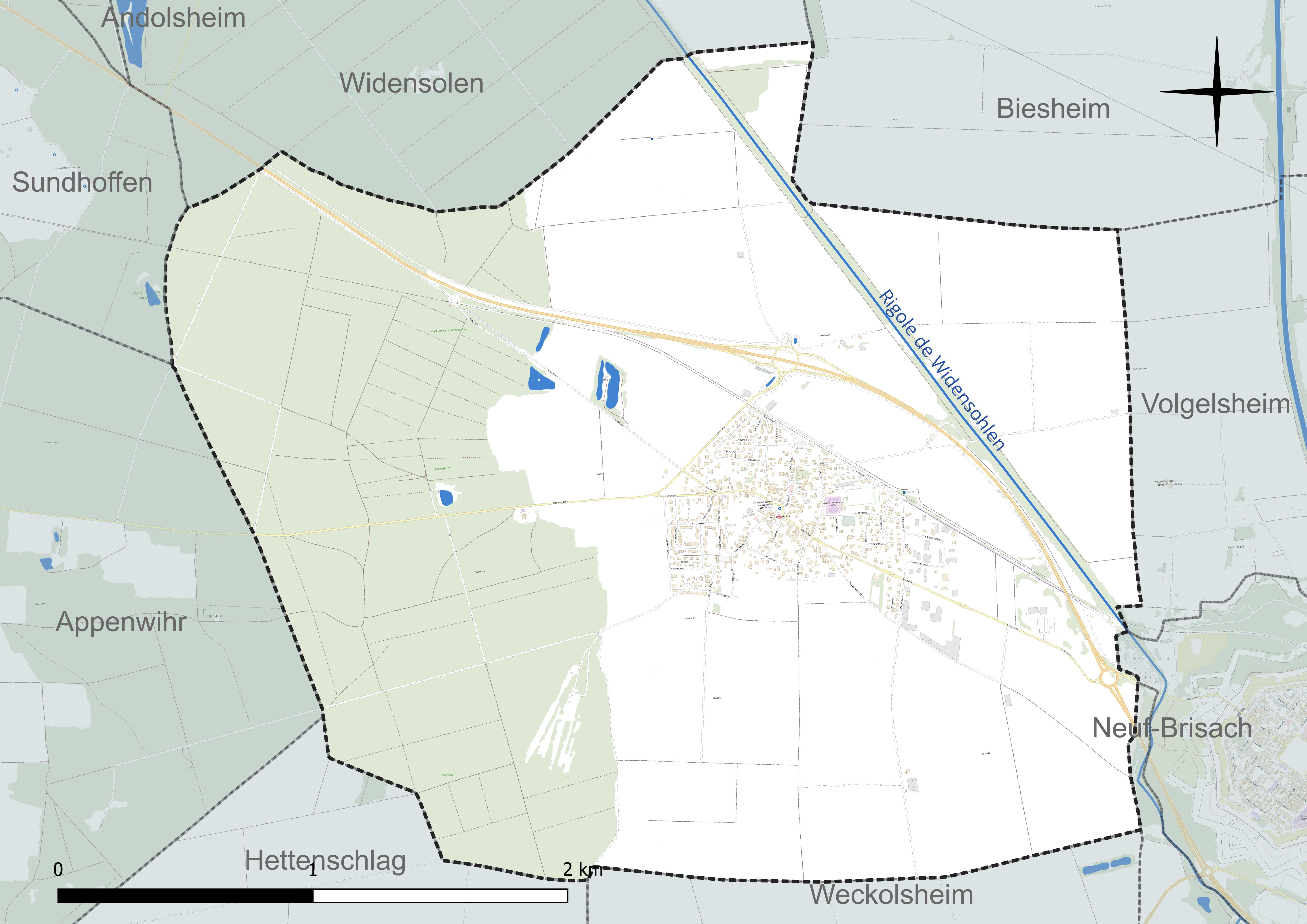
Réseau hydrographique de Wolfgantzen.

#### Gestion et qualité des eaux
Le territoire communal est couvert par le schéma d'aménagement et de gestion des eaux (SAGE) « Ill Nappe Rhin ». Ce document de planification concerne la nappe phréatique rhénane, les cours d'eau de la plaine d'Alsace et du piémont oriental du Sundgau, les canaux situés entre l'Ill et le Rhin et les zones humides de la plaine d'Alsace. Le périmètre s’étend sur 3 596 km2. Il a été approuvé le 17 janvier 2005. La structure porteuse de l'élaboration et de la mise en œuvre est la région Grand Est.
La qualité des cours d’eau peut être consultée sur un site dédié géré par les agences de l’eau et l’Agence française pour la biodiversité.

### Climat
Pour des articles plus généraux, voir Climat du Grand Est et Climat du Haut-Rhin.
En 2010, le climat de la commune est de type climat océanique altéré, selon une étude du Centre national de la recherche scientifique s'appuyant sur une série de données couvrant la période 1971-2000. En 2020, Météo-France publie une typologie des climats de la France métropolitaine dans laquelle la commune est exposée à un climat semi-continental et est dans la région climatique Alsace, caractérisée par une pluviométrie faible, particulièrement en automne et en hiver, un été chaud et bien ensoleillé, une humidité de l’air basse au printemps et en été, des vents faibles et des brouillards fréquents en automne (25 à 30 jours).
Pour la période 1971-2000, la température annuelle moyenne est de 10,6 °C, avec une amplitude thermique annuelle de 17,8 °C. Le cumul annuel moyen de précipitations est de 622 mm, avec 7,7 jours de précipitations en janvier et 9,2 jours en juillet. Pour la période 1991-2020, la température moyenne annuelle observée sur la station météorologique de Météo-France la plus proche, « Colmar-Inra », sur la commune de Colmar à 12 km à vol d'oiseau, est de 11,3 °C et le cumul annuel moyen de précipitations est de 558,0 mm. 
La température maximale relevée sur cette station est de 39,6 °C, atteinte le 13 août 2003 ; la température minimale est de −22,5 °C, atteinte le 22 février 1986,,.
Les paramètres climatiques de la commune ont été estimés pour le milieu du siècle (2041-2070) selon différents scénarios d'émission de gaz à effet de serre à partir des nouvelles projections climatiques de référence DRIAS-2020. Ils sont consultables sur un site dédié publié par Météo-France en novembre 2022.

## Urbanisme

### Typologie
Au 1er janvier 2024, Wolfgantzen est catégorisée bourg rural, selon la nouvelle grille communale de densité à sept niveaux définie par l'Insee en 2022.
Elle est située hors unité urbaine. Par ailleurs la commune fait partie de l'aire d'attraction de Colmar, dont elle est une commune de la couronne,. Cette aire, qui regroupe 95 communes, est catégorisée dans les aires de 50 000 à moins de 200 000 habitants,.

### Occupation des sols
L'occupation des sols de la commune, telle qu'elle ressort de la base de données européenne d’occupation biophysique des sols Corine Land Cover (CLC), est marquée par l'importance des territoires agricoles (59,7 % en 2018), une proportion sensiblement équivalente à celle de 1990 (60,3 %). La répartition détaillée en 2018 est la suivante : 
terres arables (59,7 %), forêts (34 %), zones urbanisées (6,3 %), espaces verts artificialisés, non agricoles (0,1 %). L'évolution de l’occupation des sols de la commune et de ses infrastructures peut être observée sur les différentes représentations cartographiques du territoire : la carte de Cassini (XVIIIe siècle), la carte d'état-major (1820-1866) et les cartes ou photos aériennes de l'IGN pour la période actuelle (1950 à aujourd'hui).

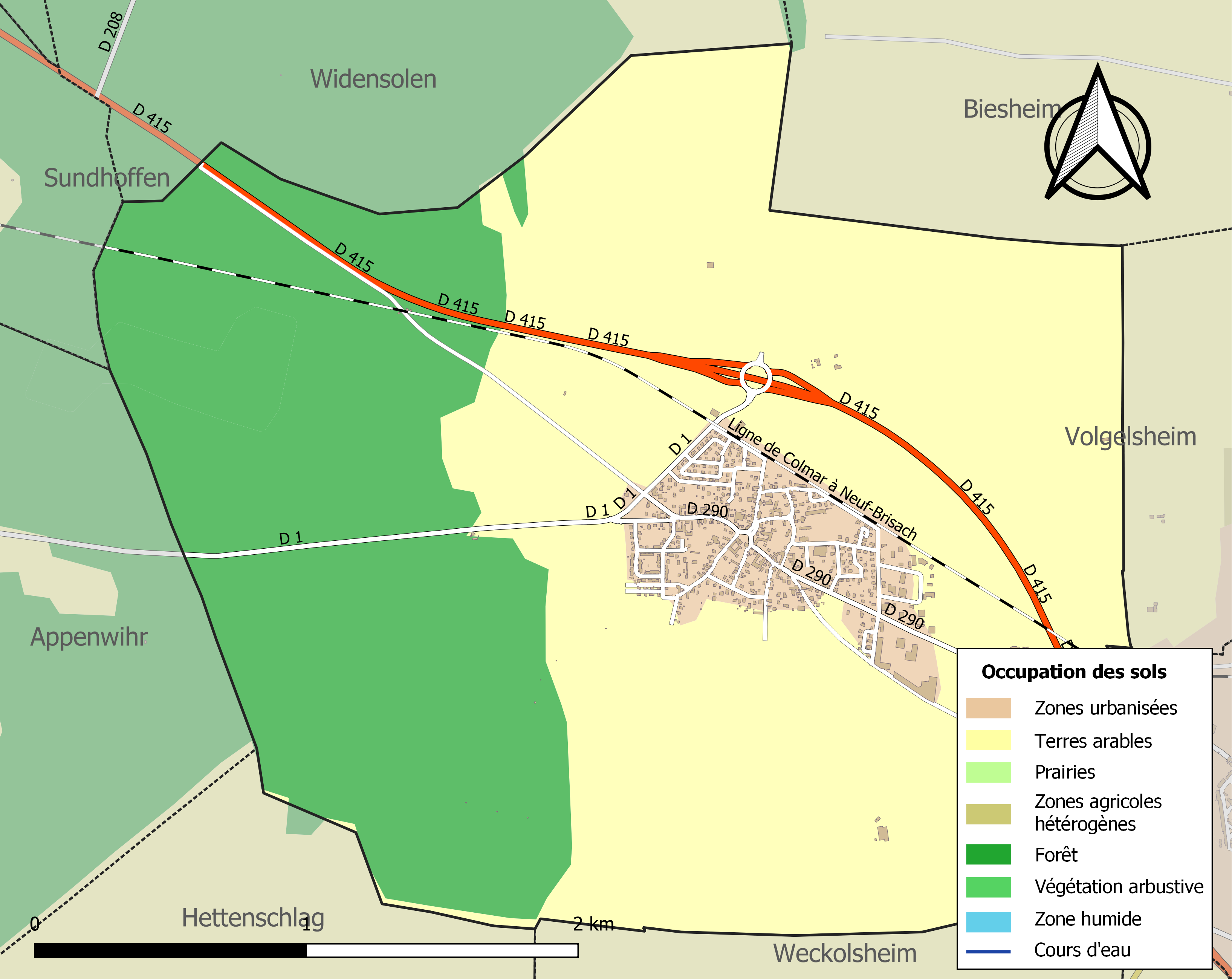
Carte des infrastructures et de l'occupation des sols de la commune en 2018 (CLC).

Plan local d'urbanisme intercommunal Pays Rhin Brisach.

### Voies de communications et transports

#### Voies routières
- D 29 vers Neuf-Brisach[21].
- D1 vers Appenwihr.
- D 415 vers Andolsheim.
- Voie verte de la Forêt du Kastenwald[22].
- L’autoroute A35, aussi appelée autoroute des cigognes ou l'Alsacienne. Échangeurs à Colmar.

#### Transports en commun
- Transports en Alsace.
- Fluo Grand Est.

##### SNCF

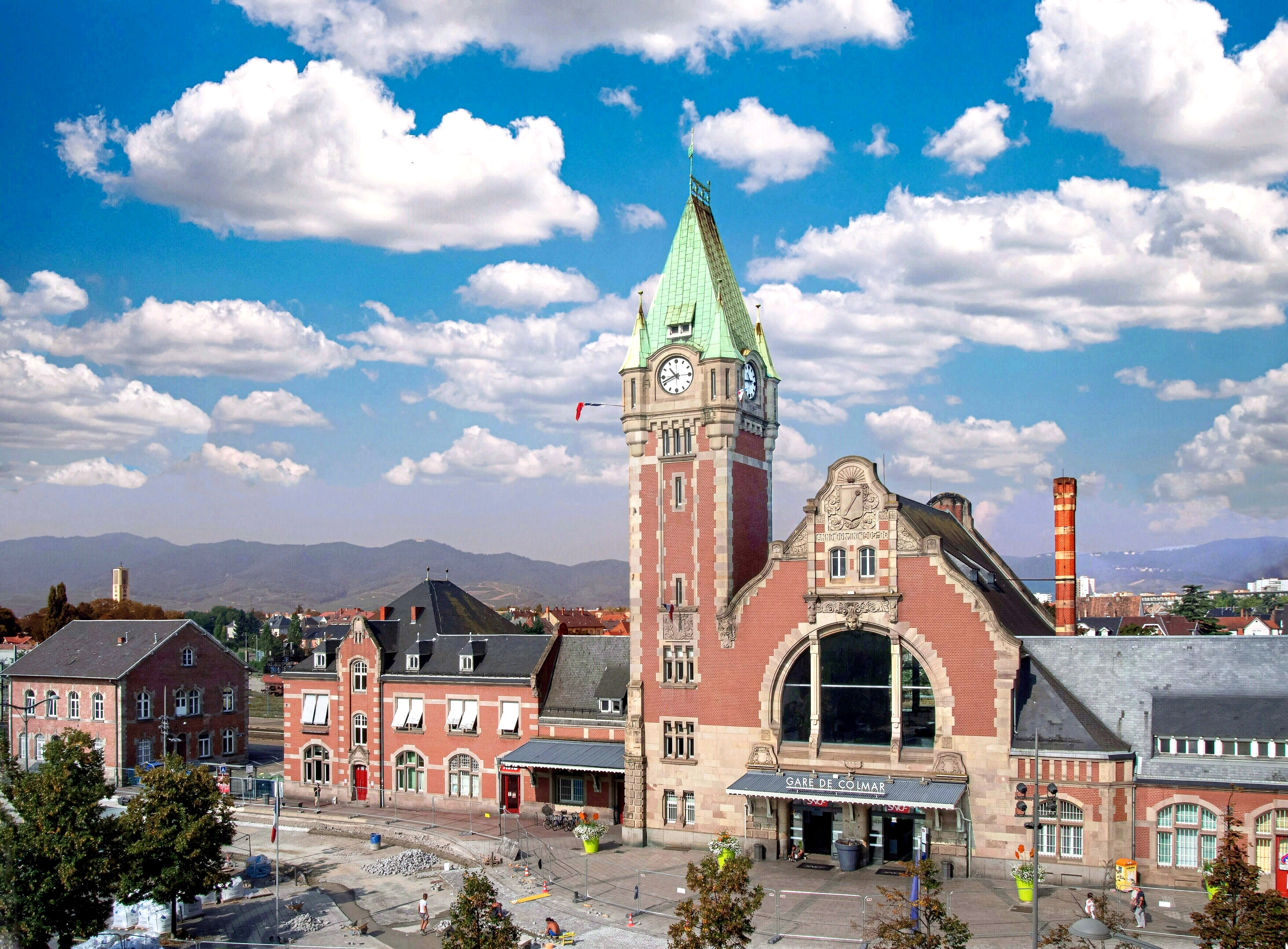
Gare de Colmar.

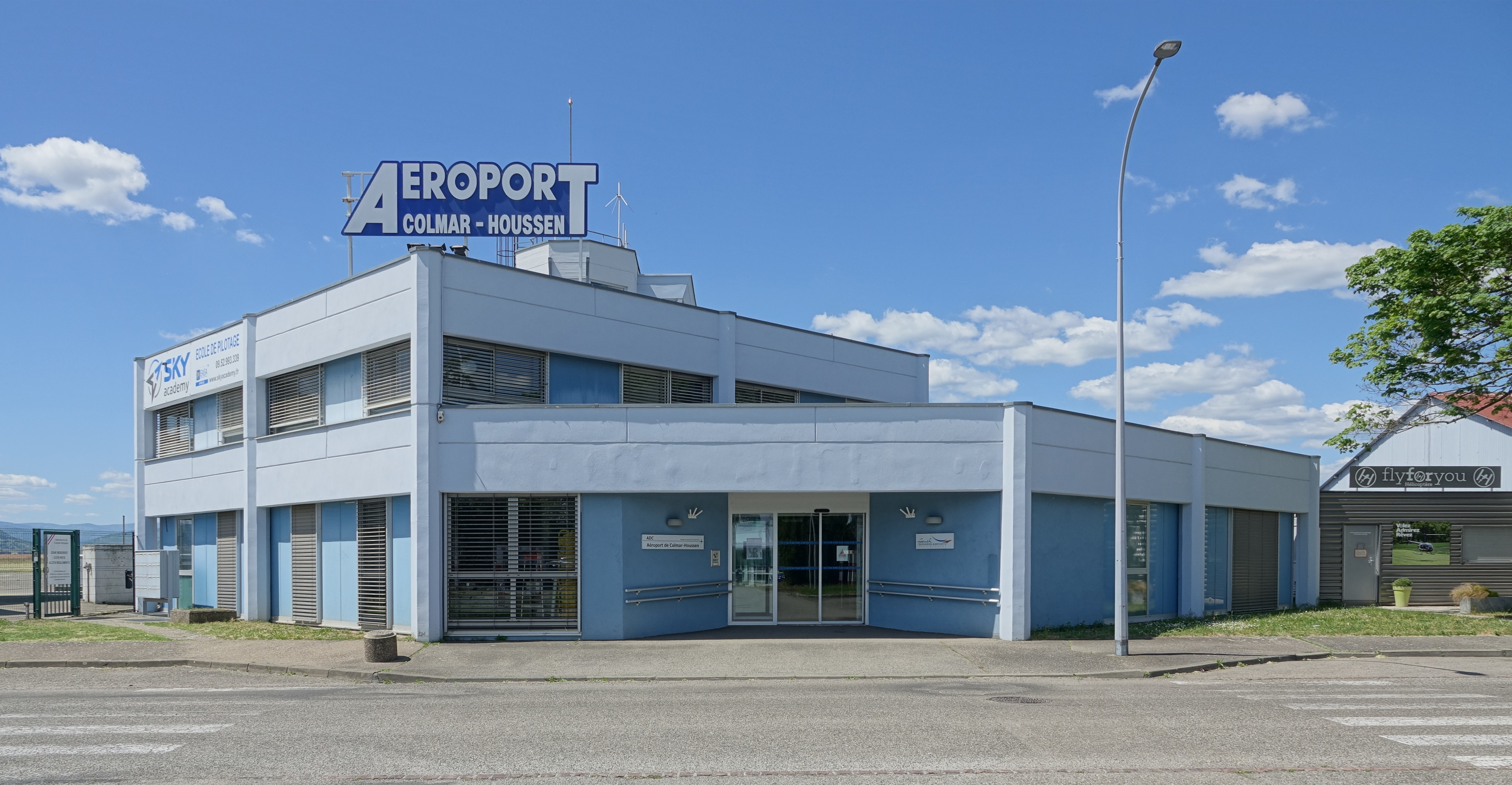
Aéroport de Colmar - Houssen.

- Gare de Colmar à 15,5 km[23],
- Gare de Colmar-Saint-Joseph,
- Gare de Herrlisheim-près-Colmar,
- Gare de Logelbach,
- Gare de Rouffach.

#### Transports aériens
- L'aéroport le plus proche est l'Aéroport de Colmar - Houssen à 19,6 km[24].
- Aéroport international de Bâle-Mulhouse-Fribourg à 61 km.

#### Ports
- Ports de Mulhouse-Rhin, Port d'Ottmarsheim (Pont sur le Rhin d'Ottmarsheim) à 36,6 km.

### Risques majeurs

#### Sismicité
Commune située dans une zone de sismicité 3 modérée.

## Toponymie
D'après la légende, Wolfgantzen tiendrait son nom de Saint Wolfgang, en 980. Celui-ci, alors professeur au grand séminaire de Trèves, partait en pèlerinage à Einsiedeln, en Suisse.

## Histoire
Le ban de Wolfgantzen a livré des vestiges archéologiques intéressants à l'occasion des travaux d’aménagement de la déviation.
Le matériel recueilli permet d’attribuer les fosses à trois périodes protohistoriques : 
- La première au début du Bronze Moyen (env. 1500‐1400 av JC),
- La seconde au Bronze Final IIb‐IIIa (1100 av JC),
- La troisième au Hallstatt (750‐450 av JC) et notamment au Hallstatt Final D2/D3 (550‐450 av JC].

Un lieu de culte est mentionné pour la première fois en 1044 et le patron Saint-Wolfgang est cité en 1562.
Durant la Guerre de Trente Ans (La guerre de Trente Ans est une série de conflits armés qui ont déchiré l’Europe du 23 mai 1618 au 15 mai 1648). Seule la chapelle, quoique endommagée, et le presbytère ont échappé à la destruction.
Évolution du nom de la commune : 
- 1793-1801 : Wolffgantzen,
- 1801-2023 : Wolfgantzen.

La guerre de 1914-1918 épargna le village au point de vue dommage matériel, néanmoins quinze personnes sont mortes.
À la suite de la deuxième guerre mondiale, la libération de Wolfgantzen est intervenue le 5 février 1945.

## Politique et administration

### Listes des maires
| Période   | Période   | Identité           | Étiquette | Qualité            |
| --------- | --------- | ------------------ | --------- | ------------------ |
| 1900      | 1915      | Emile Husser       |           |                    |
| 1915      | 1940      | Bernard Heitzler   |           |                    |
| 1945      | 1971      | Louis Hoffert      |           |                    |
| 1971      | 1999      | Jean-Paul Fricker  |           | [ 37 ]             |
| mars 2008 | juin 2020 | François Koeberlé  |           |                    |
| juin 2020 | En cours  | Jean-Louis Herbaut |           | Chef d'entreprise, |

### Budget et fiscalité 2023

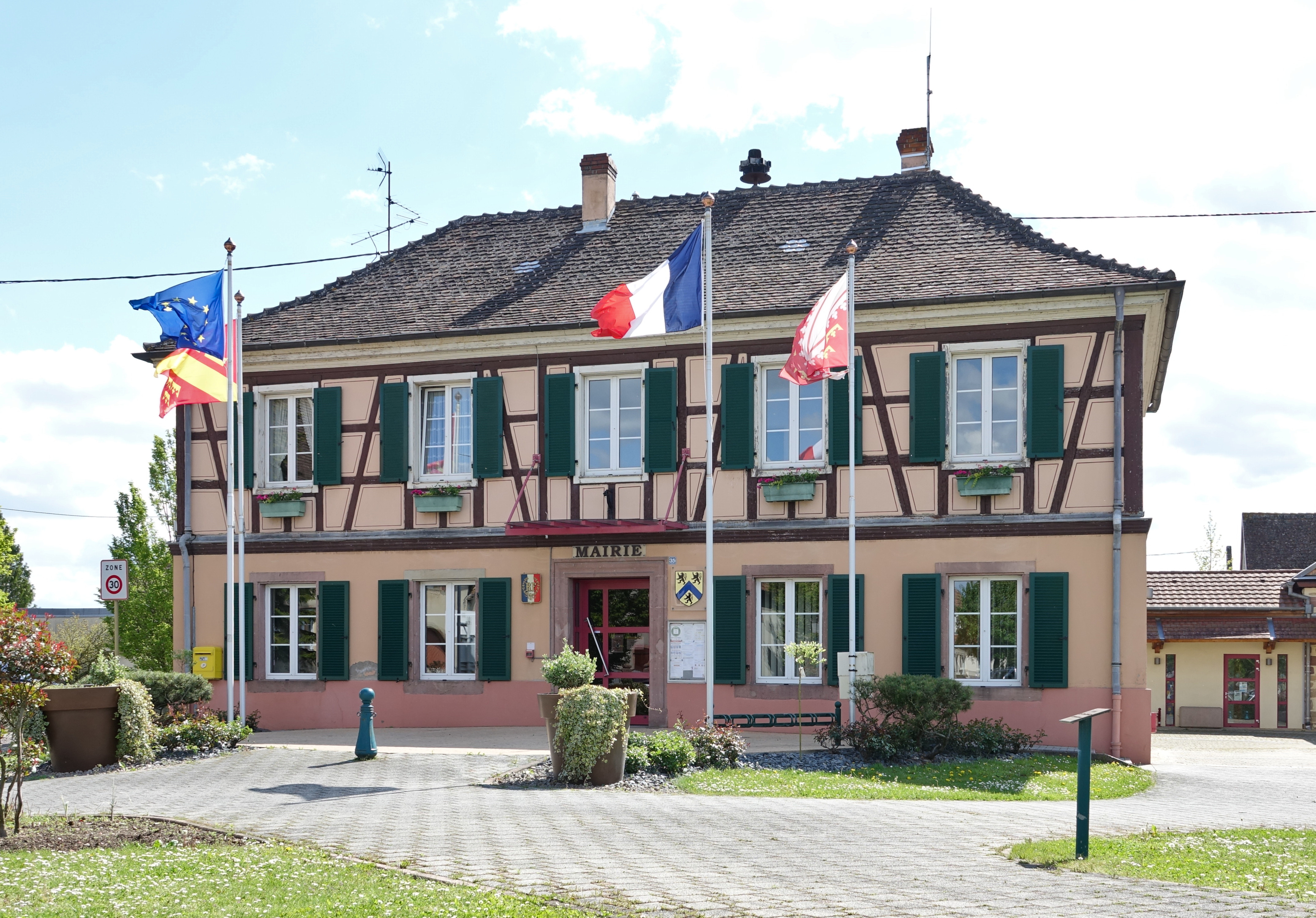
La mairie.

En 2023, le budget de la commune était constitué ainsi :
- total des produits de fonctionnement : 782 000 €, soit 698 € par habitant ;
- total des charges de fonctionnement : 845 000 €, soit 754 € par habitant ;
- total des ressources d'investissement : 605 000 €, soit 540 € par habitant ;
- total des emplois d'investissement : 322 000 €, soit 287 € par habitant ;
- endettement : 103 000 €, soit 92 € par habitant.

Avec les taux de fiscalité suivants :
- taxe d'habitation : 9,22 % ;
- taxe foncière sur les propriétés bâties : 23,81 % ;
- taxe foncière sur les propriétés non bâties : 49,49 % ;
- taxe additionnelle à la taxe foncière sur les propriétés non bâties : 0,00 % ;
- cotisation foncière des entreprises : 0,00 %.

Chiffres clés Revenus et pauvreté des ménages en 2021 : médiane en 2021 du revenu disponible, par unité de consommation : 23 080 €.

### Intercommunalité
Commune membre de la communauté de communes Pays Rhin-Brisach.

## Population et société

### Démographie
L'évolution du nombre d'habitants est connue à travers les recensements de la population effectués dans la commune depuis 1793. Pour les communes de moins de 10 000 habitants, une enquête de recensement portant sur toute la population est réalisée tous les cinq ans, les populations de référence des années intermédiaires étant quant à elles estimées par interpolation ou extrapolation. Pour la commune, le premier recensement exhaustif entrant dans le cadre du nouveau dispositif a été réalisé en 2008.

En 2022, la commune comptait 1 156 habitants, en évolution de +9,99 % par rapport à 2016 (Haut-Rhin : +0,66 %, France hors Mayotte : +2,11 %).
| 1793 | 1800 | 1806 | 1821 | 1831 | 1836 | 1841 | 1846 | 1851 |
| ---- | ---- | ---- | ---- | ---- | ---- | ---- | ---- | ---- |
| 329  | 313  | 323  | 409  | 463  | 454  | 431  | 447  | 509  |

| 1856 | 1861 | 1866 | 1871 | 1875 | 1880 | 1885 | 1890 | 1895 |
| ---- | ---- | ---- | ---- | ---- | ---- | ---- | ---- | ---- |
| 462  | 458  | 454  | 403  | 371  | 395  | 390  | 395  | 357  |

| 1900 | 1905 | 1910 | 1921 | 1926 | 1931 | 1936 | 1946 | 1954 |
| ---- | ---- | ---- | ---- | ---- | ---- | ---- | ---- | ---- |
| 333  | 314  | 329  | 310  | 343  | 328  | 318  | 287  | 312  |

| 1962 | 1968 | 1975 | 1982 | 1990 | 1999 | 2006  | 2008  | 2013  |
| ---- | ---- | ---- | ---- | ---- | ---- | ----- | ----- | ----- |
| 368  | 383  | 409  | 836  | 822  | 972  | 1 029 | 1 045 | 1 041 |

| 2018  | 2022  | - | - | - | - | - | - | - |
| ----- | ----- | - | - | - | - | - | - | - |
| 1 045 | 1 156 | - | - | - | - | - | - | - |

### Enseignement
Établissements d'enseignements :
- Écoles maternelles et primaire,
- Collèges à Volgelsheim, Fortschwihr, Colmar,
- Lycées à Colmar.

### Santé
Professionnels et établissements de santé :
- Médecins à Neuf-Brisach, Biesheim, Kunheim, Sundhoffen, Dessenheim, Muntzenheim, Andolsheim,
- Pharmacies à Neuf-Brisach, Biesheim, Sundhoffen, Muntzenheim, Sainte-Croix-en-Plaine,
- Hôpitaux à Neuf-Brisach, Colmar, Rouffach.

### Vie associative
De nombreuses activités sont proposées par les associations de la commune : des activités sportives (tennis, football, ping pong), des activités de culture et de loisir (bibliothèque, chorale, pêche) et enfin des activités liées à la vie pratique, solidaire et humanitaire de la commune (sapeurs-pompiers, donneurs de sang).

### Cultes
- Communauté religieuse catholique. Une communauté de paroisses a été réalisée en 2011 concernant : Appenwihr, Dessenheim, Hettenschlag, Logelheim, Sundhoffen, Wolfgantzen.

Bernard Diemunsch, né le 1er juin 1936, ordonné prêtre par Monseigneur Jean-Julien Weber à la cathédrale de Strasbourg, curé résident à Wolfgantzen depuis le 11 septembre 1976, avait la charge de six paroisses. Ses 60 ans de sacerdoce ont été fêté le 25 juin 2023 en l'église Saint-Wolfgang de Wolfgantzen, en même temps que les 50 ans de sacerdoce du père Gérard Ditner.
- Paroisse protestante d'Algolsheim (Neuf Brisach, Wolfgantzen)[53].

## Économie

### Entreprises et commerces

#### Agriculture
- Culture de céréales, de légumineuses et de graines oléagineuses.

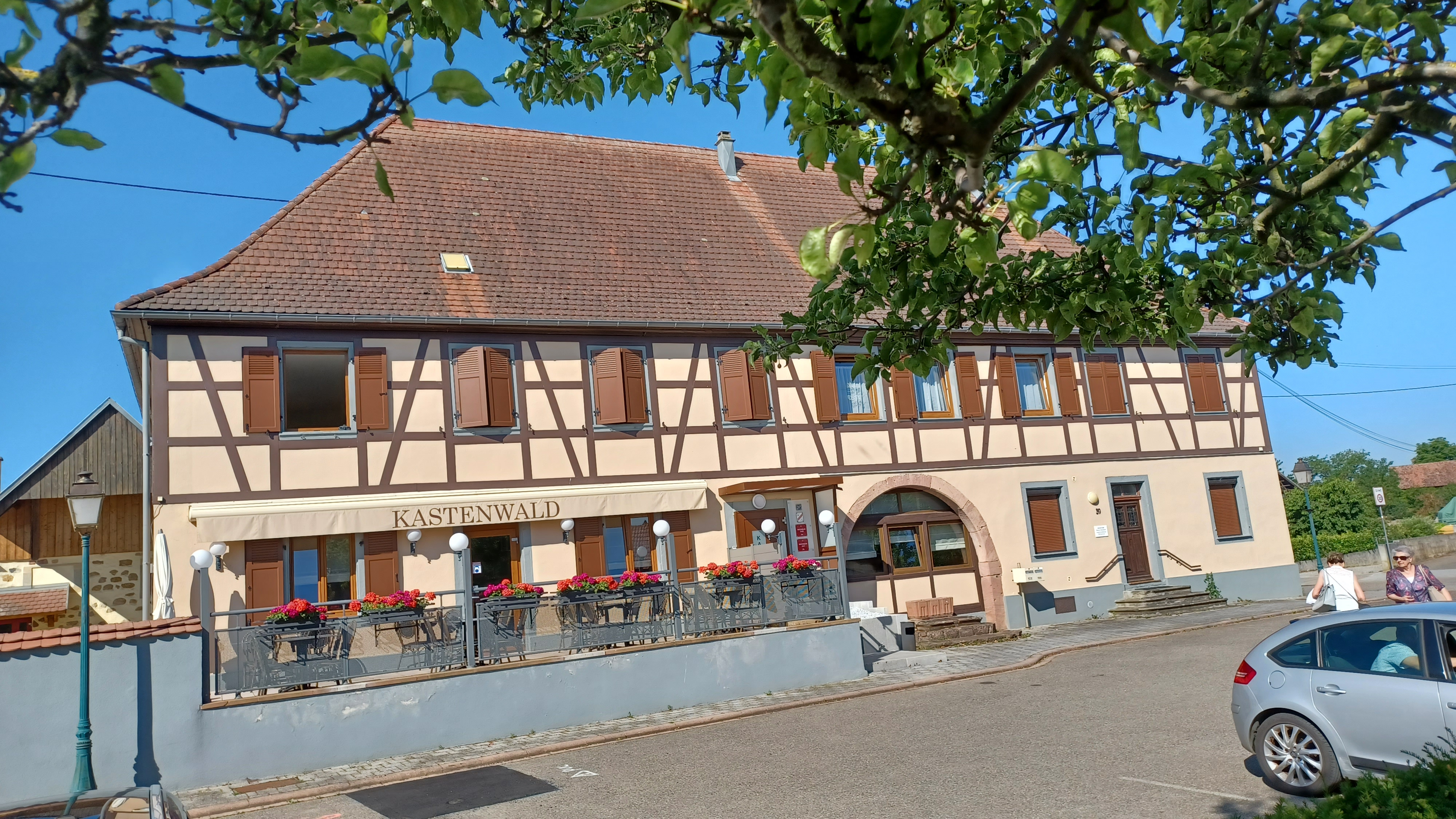
Restaurant Kastenwald place Bernard Heitzler

#### Tourisme
- Restaurant Kastenwald[54].
- Ferme, restaurant La Calèche[55].
- Hébergements et restauration à Neuf-Brisach, Biesheim, Volgelsheim, Widensolen.

#### Commerces
- Commerces et services de proximité.
- E-commerces[56],[57]

## Culture locale et patrimoine

### Lieux et monuments

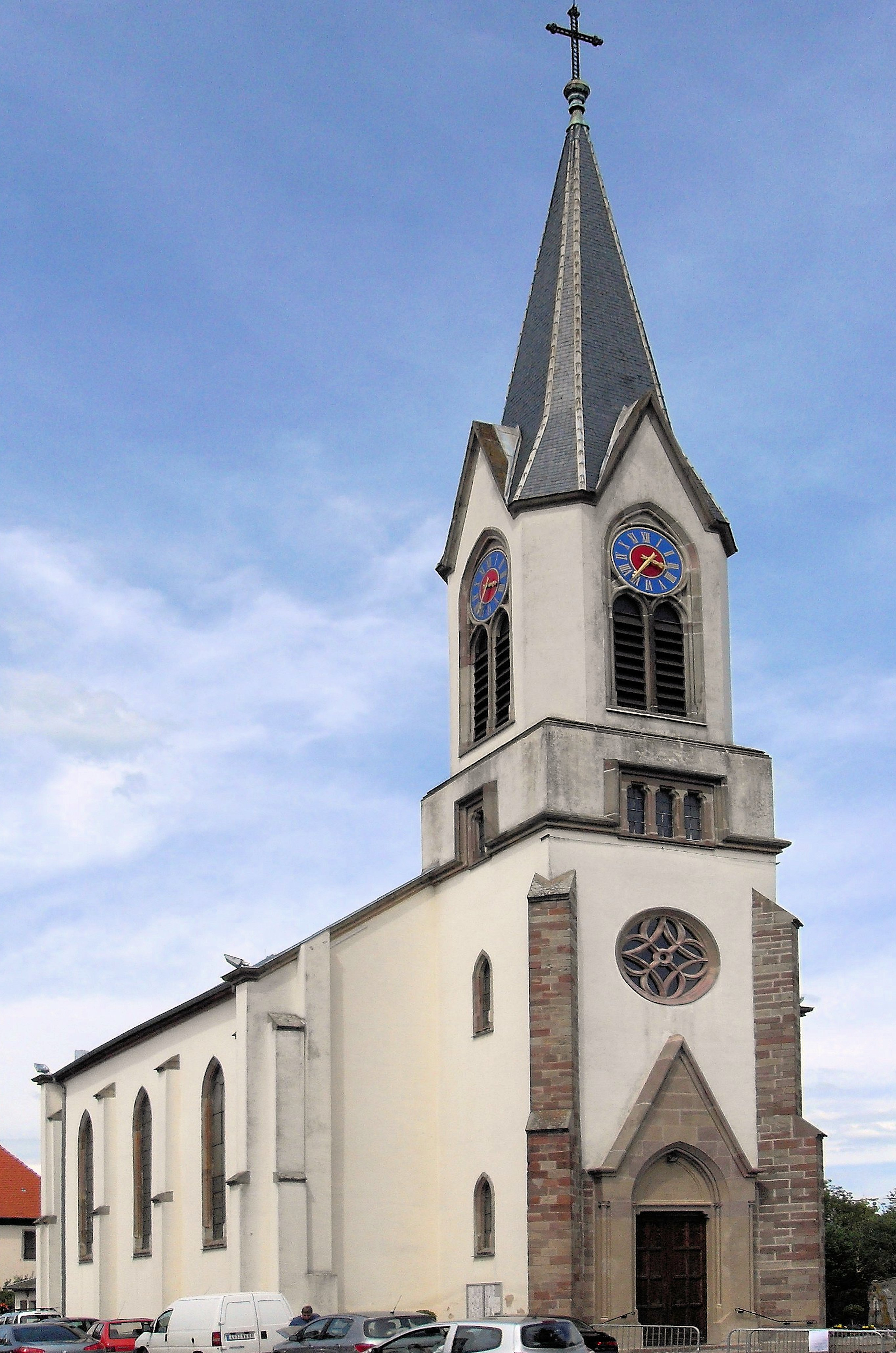
L'église paroissiale Saint-Wolfgang.
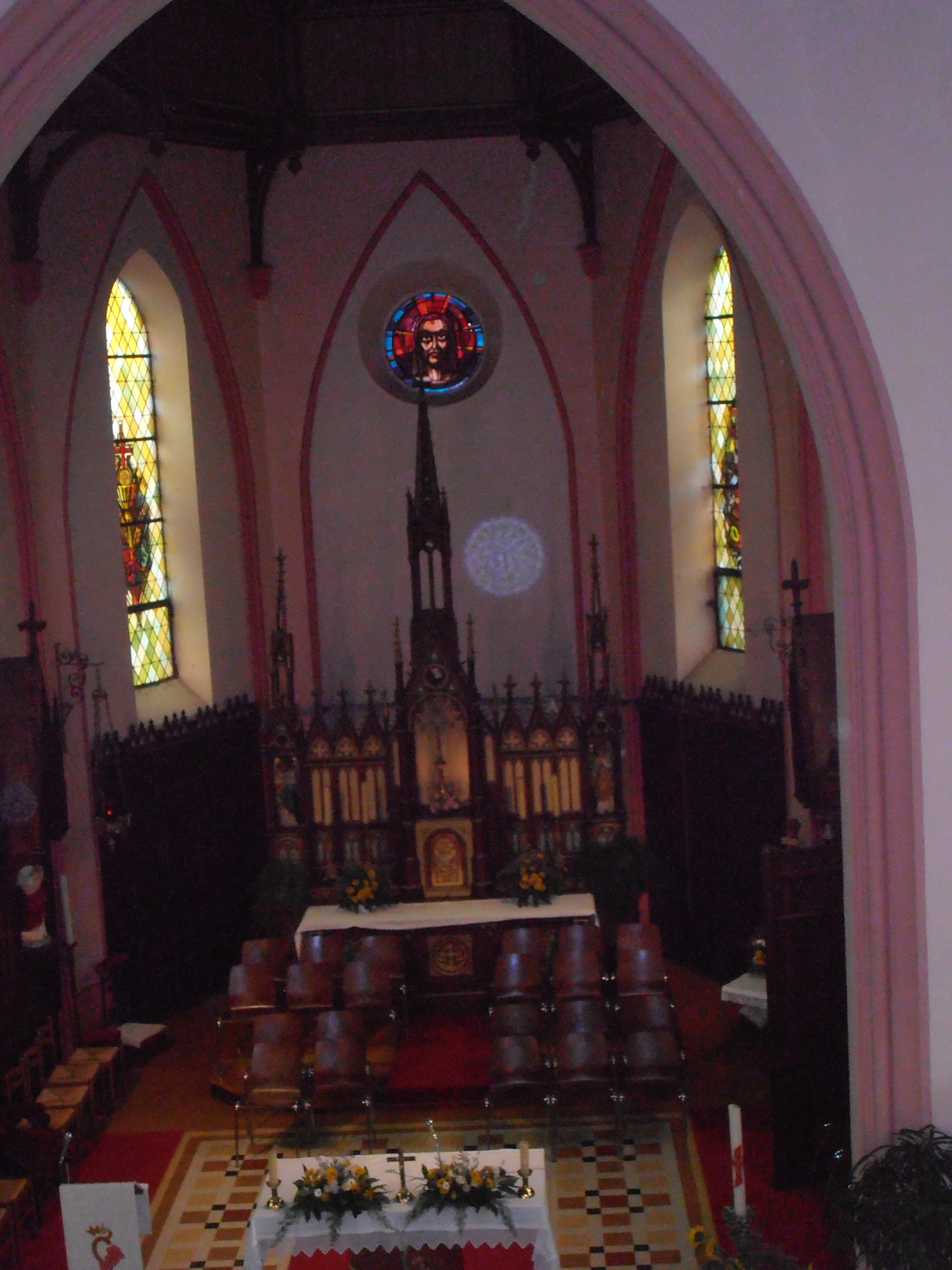
Chœur de l'église Saint-Wolfgang.
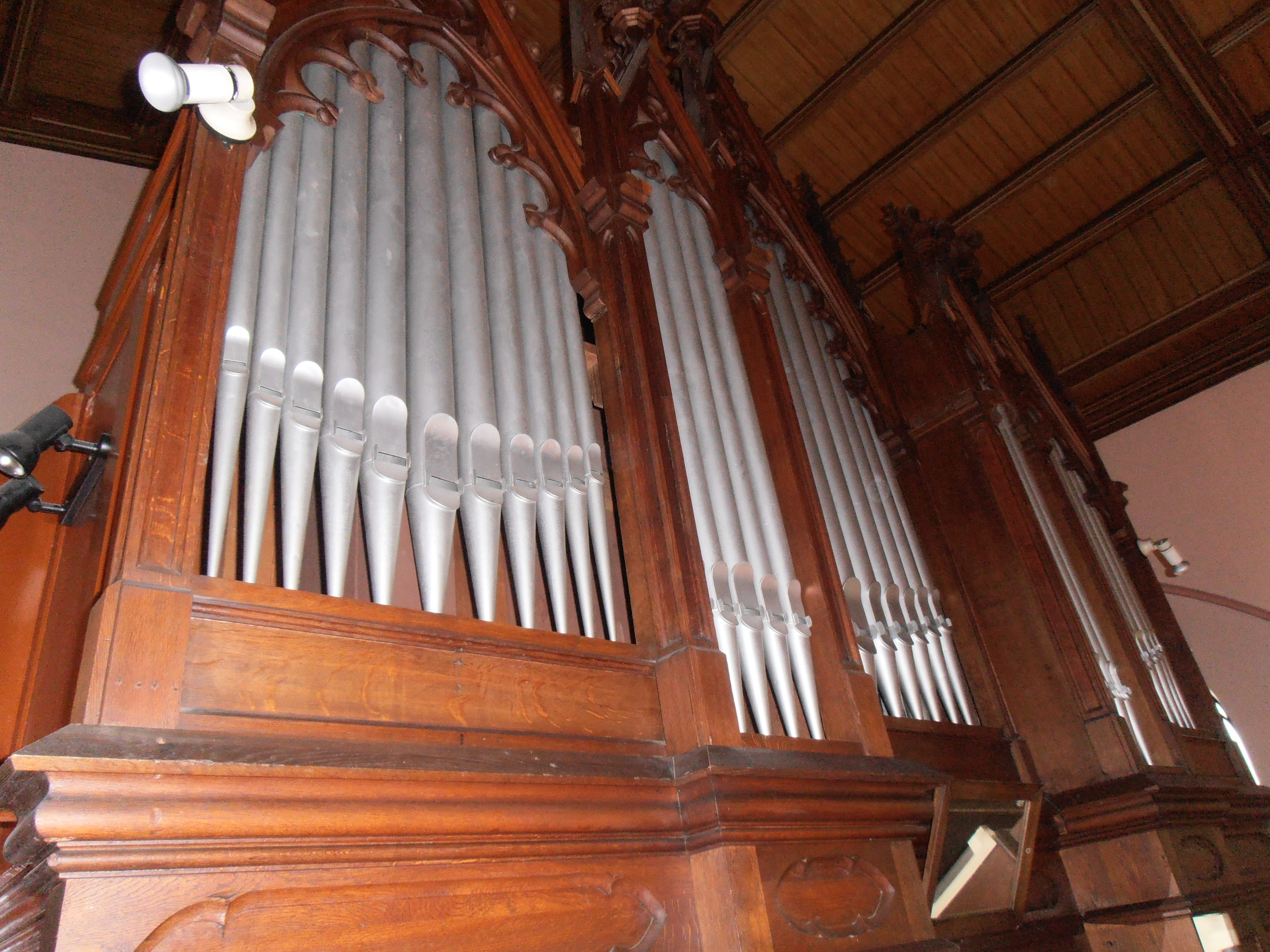
Orgue de l'église Saint-Wolfgang.

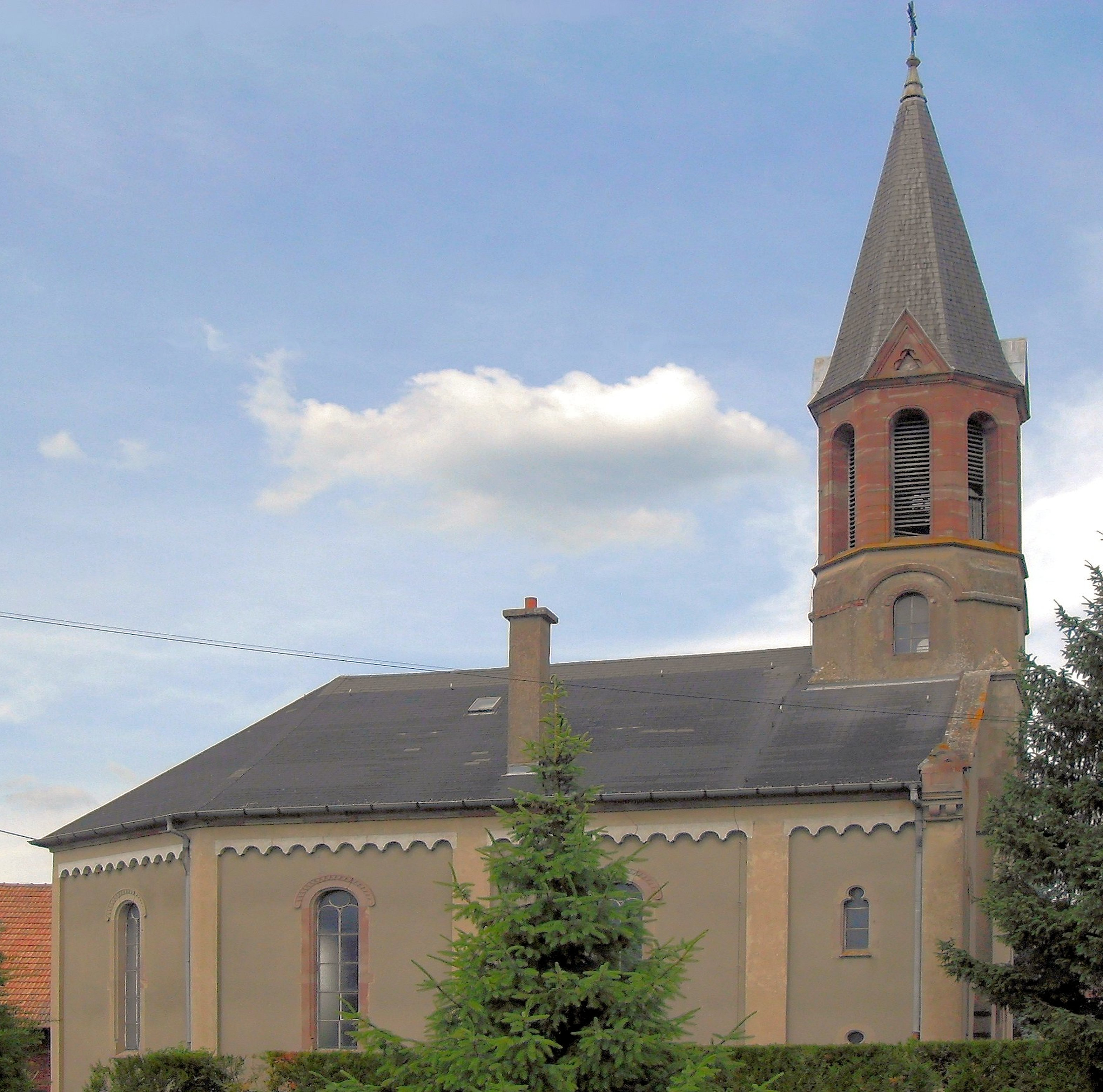
Église protestante, côté sud-ouest.
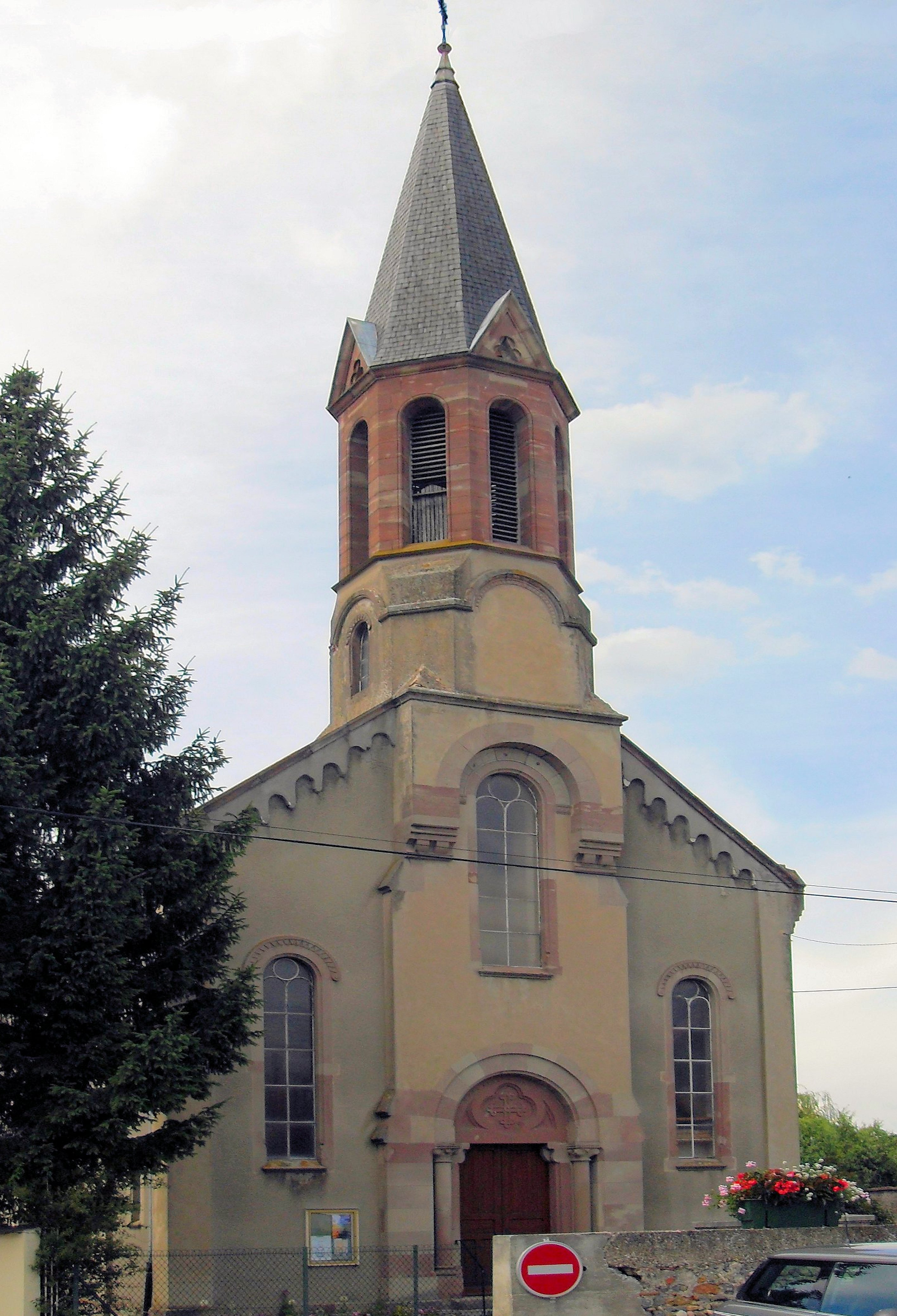
Église protestante, côté sud-est.

Patrimoine religieux :
- Église paroissiale catholique Saint-Wolfgang; rue des Ecoles[58].

Le mobilier de l'église paroissiale Saint-Wolfgang :
* Chemin de croix,
* Calices,,,.
* Ciboires.
* Ostensoir.
* Autel.
* Statue d'ange dans la tourelle de droite.
* Lambris de demi-revêtement du chœur.
* Statue de saint Joseph à l'Enfant.
* Lumière perpétuelle.
* Statue : Vierge de l'Immaculée Conception.
* Statue de saint Wolfgang.
* Statue de saint Antoine de Padoue.
* Vierge de Pitié.
* Croix.
* ses orgues,.
- Église paroissiale protestante, Champ-de-Tir (rue du)[79],[80].

Le mobilier de l'église de protestants :
* Aiguière et bassin de baptême,
* Aiguière de communion,
* Patène.

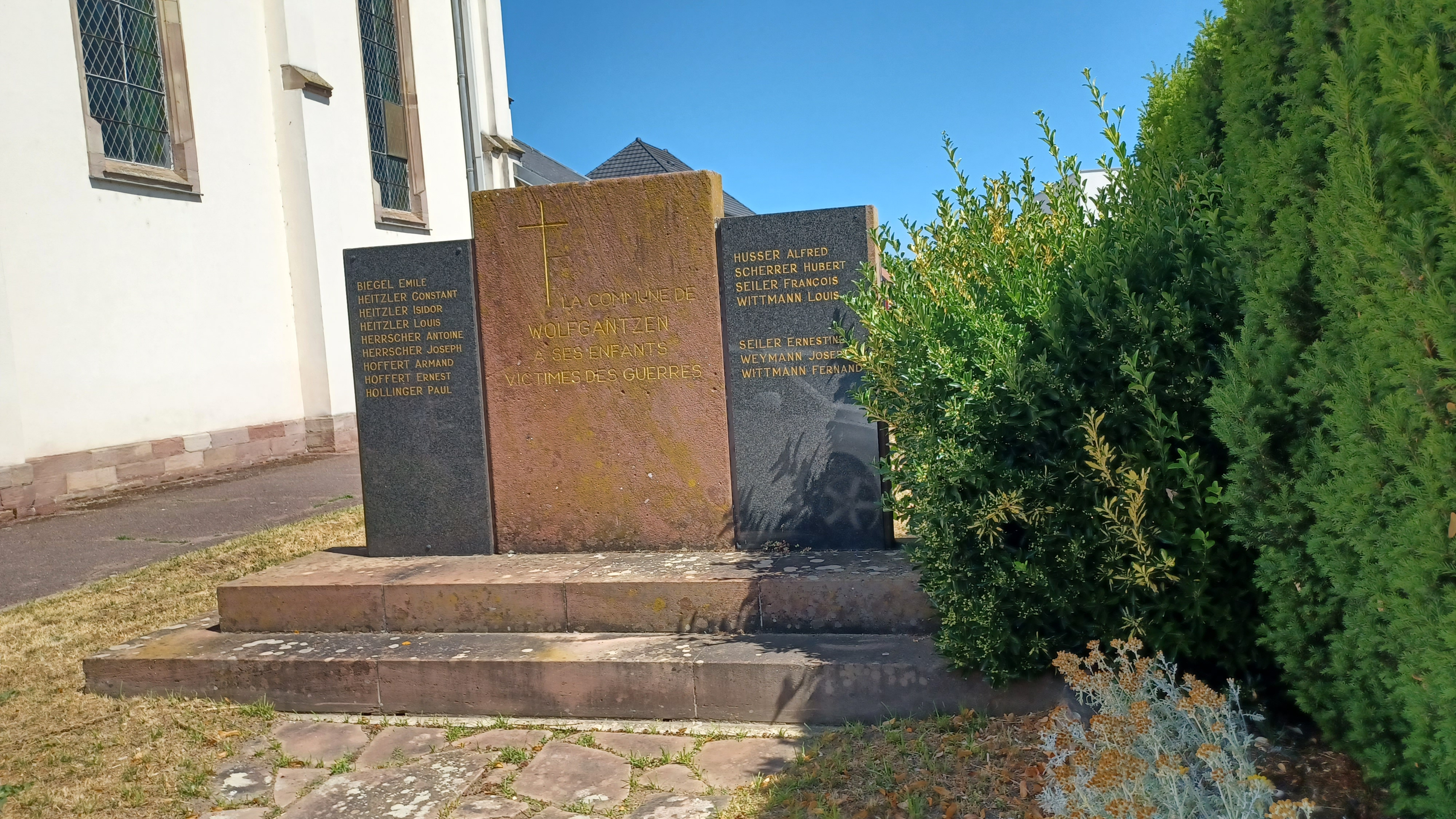
Monument aux morts à proximité de l'église St-Wolfgang.
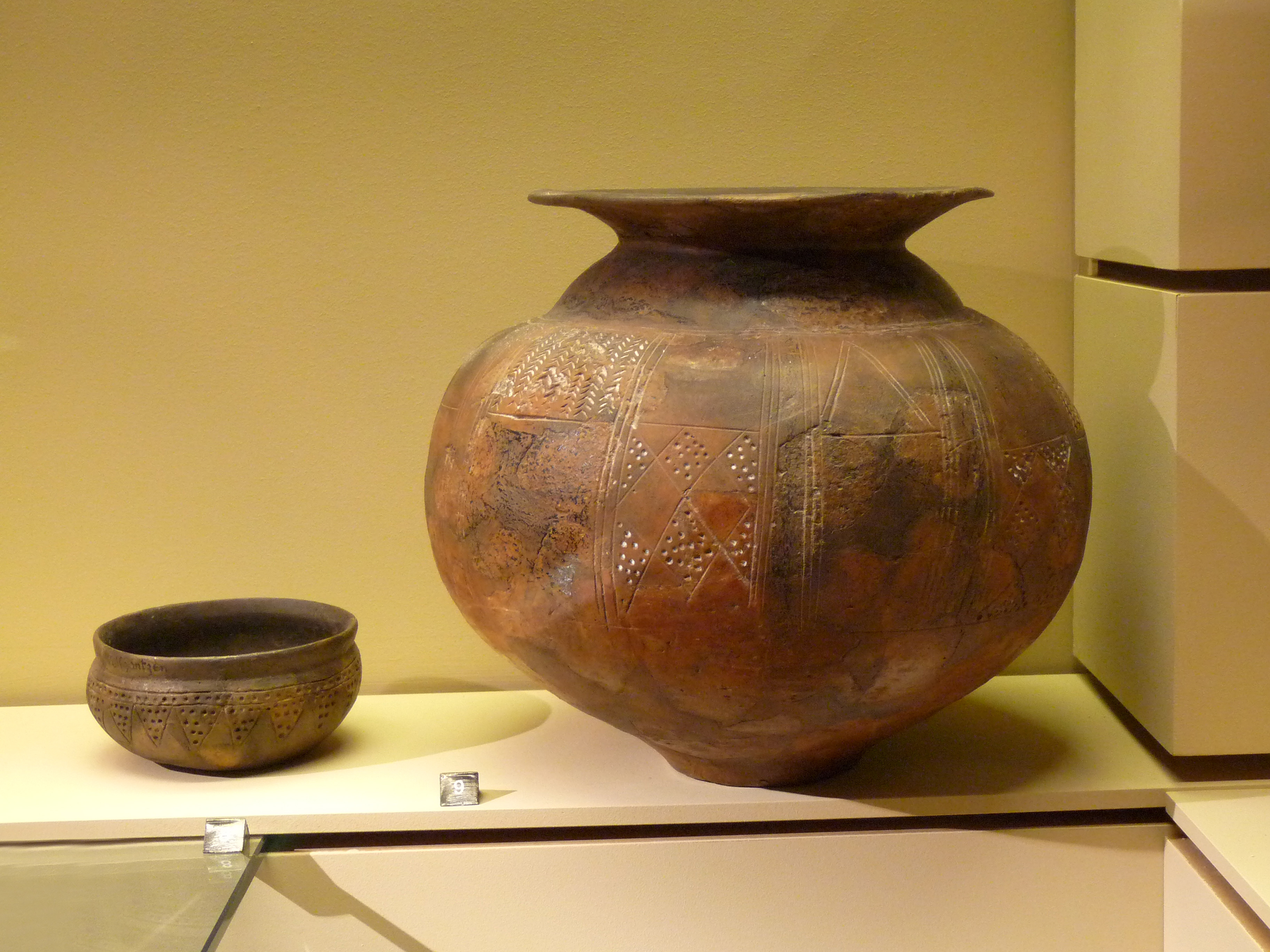
Urne à épaulement, estampée et gravée et coupelle.
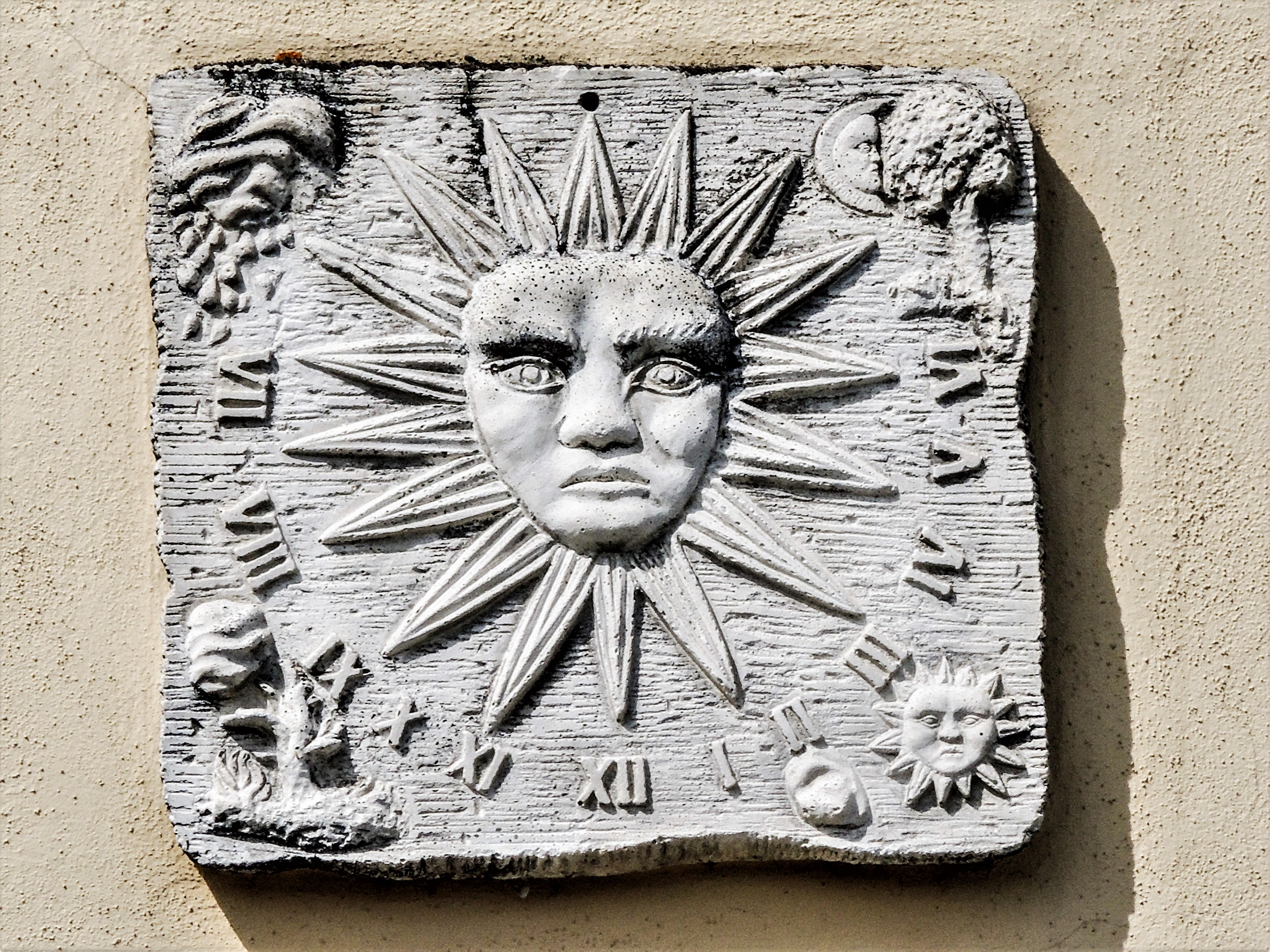
Ancien cadran solaire, contre un mur.

Autres sites et patrimoines :
- Monument aux morts[85] : Conflits commémorés : Guerre 1914-1918 - 1939-1945[86].
- Borne de 1545 dans la forêt du Kastenwald[87].
- Musée Unterlinden (Colmar) : urne à épaulement, estampée et gravée et coupelle, trouvées en 1966 à Wolfgantzen, Kastenwald.
- Monuments funéraires du cimetière[88].
- Croix de chemin[89],[90].
- Mairie, école[91].
- Fontaine de la mairie.
- Ancien cadran solaire.
- La faune et la flore : La faune et la flore du massif du Kastenwald sont particulièrement riches et variées[92].
- Patrimoine rural recensé par le service régional de l'inventaire général du patrimoine culturel[93].

### Personnalités liées à la commune
- Wolfgang de Ratisbonne ou saint Wolfgang.
- Les Habsbourg.
- Les Horbourg-Wurtemberg.
- Joseph Dentz, Capitaine en retraite[94], Chevalier de la Légion d'honneur.
- François Louis Wurfell, Maréchal des Logis à la 3e Légion de gendarmerie[95], Chevalier de la Légion d'honneur.
- Nicolas Zénobé Kosmann, né en 1770, maire de Wolfgantzen, de 1816 à 1841, Lieutenant colonel, Chevalier de la Légion d'honneur, Décédé en 1878[96].
- Lucien Joseph Fohrer, maire de Biesheim (1945 - 1965). Né en 1908 à Wolfgantzen[97].

### Héraldique
| Blason de Wolfgantzen | Les armes de Wolfgantzen se blasonnent ainsi : « D'or au chevron d'azur accompagné de trois lions de sable. » |